# 186 (število)
186 (stó šéstinósemdeset) je naravno število, za katerega velja 186 = 185 + 1 = 187 - 1.

## V matematiki
- sestavljeno število
- klinasto število
- Zumkellerjevo število.
- ne obstaja noben takšen cel x, da bi veljala enačba φ(x) = 186.
- ne obstaja noben takšen cel x, da bi veljala enačba x - φ(x) = 186.